# Quando parlerò di te
Quando parlerò di te è un singolo di Renato Zero pubblicato nel 2010 in download digitale, quinto ed ultimo estratto dall'album Presente.

## Il disco
Il singolo segue di pochi giorni la pubblicazione del singolo Unici, incluso nel DVD Presente ZeroNoveTour.